# Rozejm w Dywilinie
Rozejm w Dywilinie (ros. trb. Dieulinskoje pieriemirije) – rozejm zawarty w Dywilinie 11 grudnia 1618 albo 3 stycznia 1619, kończący wojnę moskiewską trwającą od 1609, będącą następstwem dymitriad.
Traktat miał obowiązywać czternaście i pół roku od dnia 3 stycznia 1619 do 3 lipca 1633. Wielkie Księstwo Litewskie odzyskało ziemię smoleńską po 105 latach przerwy, zaś Korona Królestwa Polskiego uzyskała ziemię czernihowską i siewierską.
Car Michał I Romanow zrzekał się tytułów księcia czernihowskiego, siewierskiego, smoleńskiego oraz inflanckiego. Uzgodniono wymianę jeńców. Drażliwą kwestię zrzeczenia się pretensji do tronu carskiego przez królewicza Władysława pominięto, pomimo nalegań strony rosyjskiej. Nie ujęto również w porozumieniu postulatów Rosjan dotyczących zwrotu łupów wywiezionych z Kremla.
Warunki rozejmu odzwierciedlały aktualny stosunek sił obu stron. Rzeczpospolita uzyskała nabytki terytorialne (Smoleńszczyzna, Czernihowszczyzna i Siewierszczyzna), ale w praktyce okazało się, że nie jest zdolna do dalszej ekspansji na wschodzie, a Rosja obroniła się przed podbojem. Pośrednim skutkiem wojny była zgoda zaangażowanej pełnią sił w działania na wschodzie Rzeczypospolitej na przeniesienie lenna pruskiego na elektorską linię Hohenzollernów.
Odtąd, aż do utraty Inflant w 1621 na rzecz Szwecji, Rzeczpospolita osiągnęła obszar około 1 000 000  km², co stanowiło największą powierzchnię, jaką państwo to miało w swej historii.
Rozejm nie dotrwał do przewidywanego końca. Rosja rozpoczęła działania wojenne jesienią 1632 roku, po śmierci Zygmunta III Wazy, zakończone pokojem w Polanowie, w którym potwierdzono warunki rozejmu dywilińskiego.